# Elaphoglossum erinaceum
Elaphoglossum erinaceum är en träjonväxtart som först beskrevs av Fée, och fick sitt nu gällande namn av Thomas Moore. Elaphoglossum erinaceum ingår i släktet Elaphoglossum och familjen Dryopteridaceae. Utöver nominatformen finns också underarten E. e. occidentale.